# لین بایس
لین بایس (هلندی: Leen Buis; ۵ دسامبر ۱۹۰۶ – ۱۷ نوامبر ۱۹۸۶) دوچرخه‌سوار اهل هلند بود.